# 북포천군
북포천군(北抱川郡)은 대한민국이 한국 전쟁 중 수복한 포천군의 38선 이북 지역(수복지구)을 1954년 11월 16일까지 38선 이남의 포천군과 구분하여 관리한 명칭이다. 이와 함께 38선 이북 지역으로 김화군에 편입되어 있었던 춘천군 사내면도 북포천군에 편입시켜 관리했다.
북포천군은 1954년 11월 17일에 수복지구임시행정조치법이 시행되어 폐지되었고, 38선 이북의 포천군 지역은 포천군에 복귀하고 사내면은 화천군으로 편입되었다.

## 같이 보기
- 영평군 (경기도)
- 남연백군
- 수복지구